# Rhein-Pfalz-Kreis
Rhein-Pfalz-Kreis är ett distrikt i Rheinland-Pfalz, Tyskland. Distriktet ligger i den södra delen av förbundslandet.

## Infrastruktur
Genom distriktet passerar motorvägarna A6, A61, A65 och A650.